# إعطاء معوي

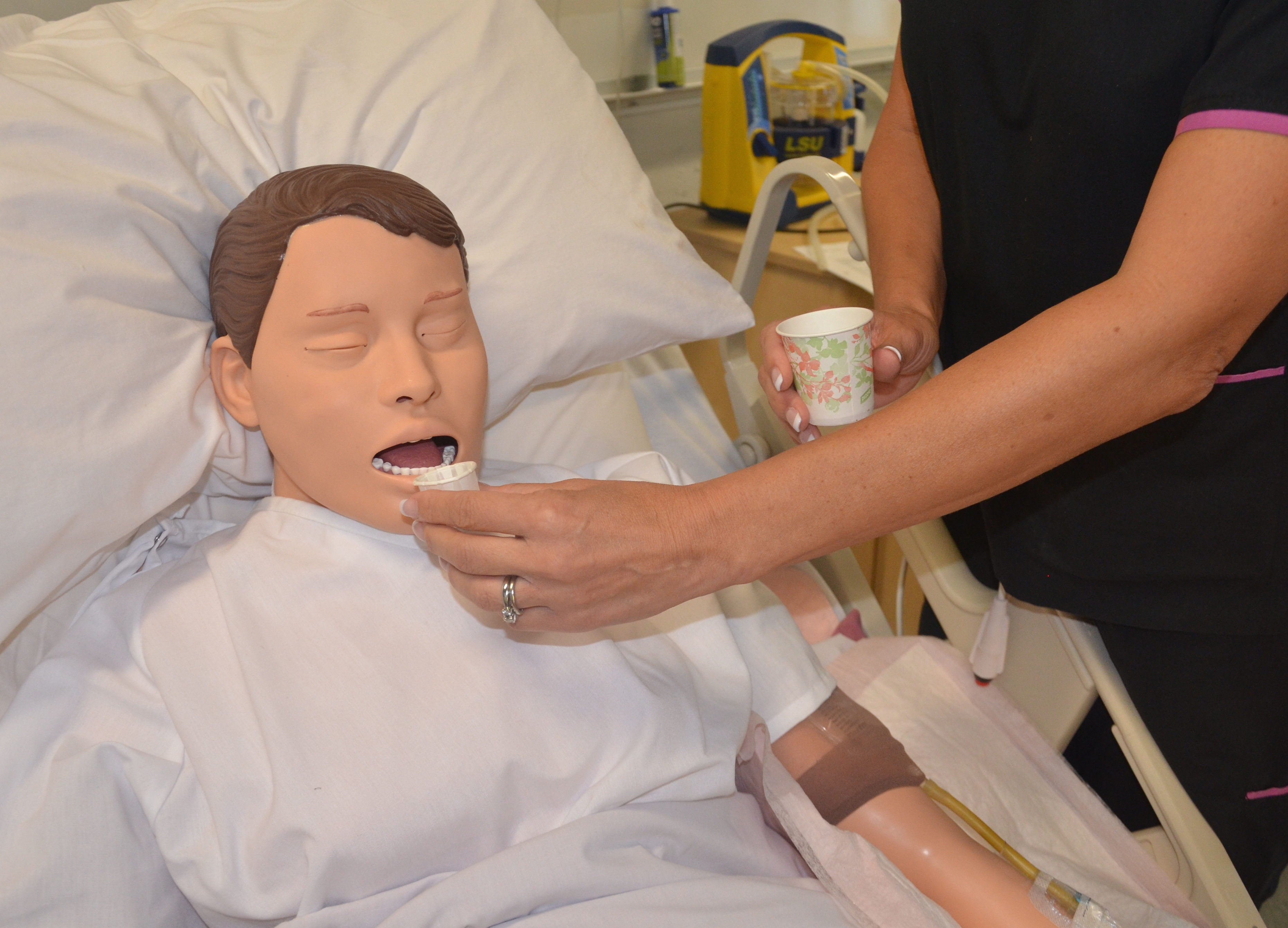
أحد المهنيين الطبيين يوضح كيفية إعطاء الدواء بالفم لدمية.

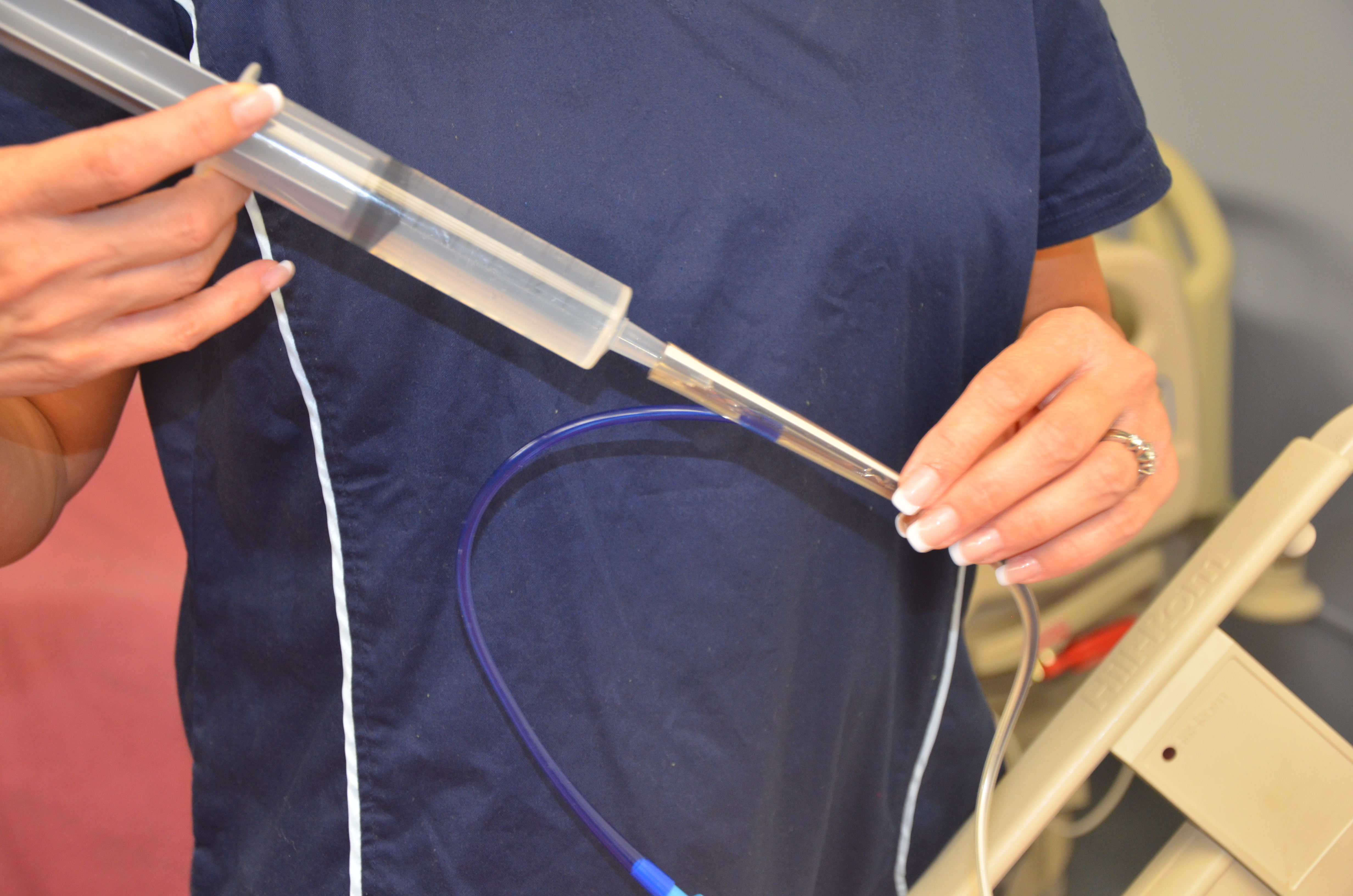
أحد المهنيين الطبيين يحقن دواء عبر أنبوب معدي (عن طريق المعدة).

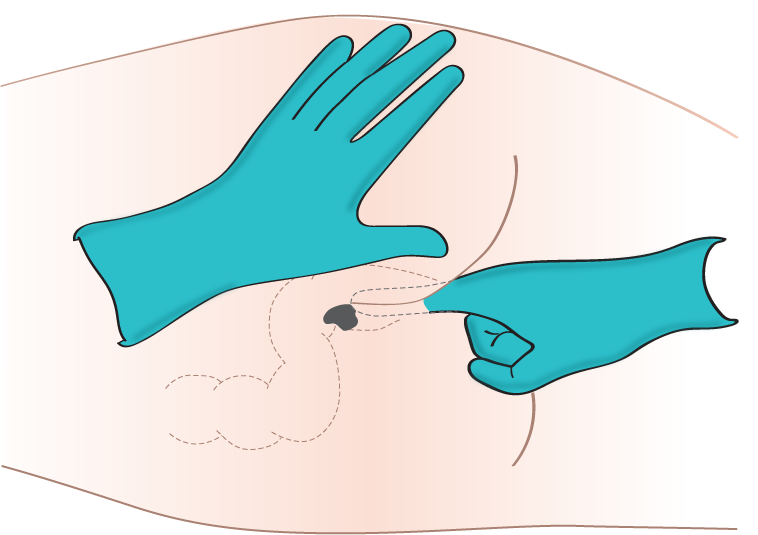
إعطاء الأدوية من خلال الشرج

إعطاء الأدوية المِعَوي في الطب العام، هو إعطاء المغذيات أو الأدوية المِعَوي وهو إطعام أو إعطاء الأدوية بواسطة عملية الهضم في القناة الهضمية، مثل القناة الهضمية للانسان. يتناقض مع إعطاء المغذيات أو الأدوية بواسطة الحقن، والتي تحدث من خلال مسارات خارج القناة الهضمية، مثل الحقن الوريدي. بشكل عام، تعطى الأدوية من خلال طريقتين رئيسيتين: إعطاء الأدوية المِعَوي والحقن. إعطاء الأدوية المِعَوي يتضمن المريء، المعدة، الأمعاء الدقيقية، الأمعاء الغليظة (القناة الهضمية). طرق إعطاء الدواء إما عن طريق الفم، تحت اللسان( تذويب الدواء تحت اللسان)، أو من خلال المستقيم. لا تشمل طرق الحقن القناة الهضمية.(1) في علم الصيدلة، تعتبر طريقة إعطاء الدواء مهمة لأنها تؤثر على استقلاب الدواء، التخلص من الدواء، وبالتالي الجرعة المطلوبة.

## الطرق
يمكن تقسيم إعطاء الأدوية المعوي إلى ثلاثة فئات مختلفة، بالاعتماد على  نقطة دخول الدواء للقناة الهضمية: شفوي ( عن طريق الفم)، معدي ( عن طريق المعدة)، شرجي ( من خلال المستقيم). (إعطاء الادوية المعدي  يتم بواسطة أنبوب  عبر القناة الأنفية ( أنبوب أنفي معدي) أو من خلال أنبوب في البطن يدخل مباشرة إلى المعدة (أنبوب التنظير المعدي). إعطاء الأدوية الشرجي عادة يتضمن التحاميل الشرجية).
امتصاص الدواء من الأمعاء
تعد الآلية التي يتم من خلالها امتصاص الدواء من الأمعاء هي أكثر طرق نقل الدواء، وهي النقل غير النشط(passive transfer)، وهناك استثناءات قليلة تشمل ليفودوبا (levodopa) وفلورويوراسيل (fluorouracil)، حيث يتم الامتصاص من خلال النقل بواسطة النواقل (carrier-mediated transport). لكي يتم النقل غير النشط، يجب أن ينتشر الدواء خلال الغشاء الخلوي الدهني الخاص بالخلايا الطلائية التي تبطن الأمعاء. ويعتمد معدل النقل بشكل كبير على عاملين: الأول درجة التأين والثاني قابلية الذوبان في الدهون.(2)
العوامل المؤثرة على امتصاص الجهاز الهضمي:
حركية الجهاز الهضمي.
تدفق الدم الحشوي.
حجم الجسيمات وصيغتها.
العوامل الفيزيائية الكيميائية. 
تأثير المرور الأولي
إعطاء الأدوية المعوي يمكن أن يتعرض إلى تأثير المرور الأولي، وبالتالي، تختلف كمية الدواء التي تدخل إلى الدورة الدموية الجهازية بعد إعطاء الدواء بشكل كبير لمختلف الأفراد والأدوية. إعطاء الادوية من خلال الشرج لا يخضع لتأثير المرور الأولي بشكل كبير.